# Podlesie (gmina Szastarka)
Podlesie – wieś w Polsce, położona w województwie lubelskim, w powiecie kraśnickim, w gminie Szastarka.
W latach 1975–1998 Podlesie administracyjnie należało do województwa tarnobrzeskiego.
Przed 2023 r. miejscowość była częścią wsi Polichna. 
Wieś jest sołectwem gminy Szastarka. Na koniec 2021 roku sołectwo liczyło 200 mieszkańców.